# Premio Goncourt
Il premio Goncourt è un premio letterario francese istituito a Parigi nel 1896 per volere dello scrittore Edmond de Goncourt, che l'aveva espressamente richiesto nel suo testamento.

## Storia
La società letteraria dei Goncourt fu ufficialmente fondata nel 1903 ed il primo premio fu assegnato il 21 dicembre di quell'anno. Il premio Goncourt fu creato per ricompensare ogni anno la migliore opera d'immaginazione in prosa pubblicata.
I membri dell'Académie Goncourt si riuniscono ogni primo martedì del mese, nel loro salone al primo piano del ristorante Drouant a Parigi. Il nome del vincitore è proclamato all'inizio di novembre dopo un pranzo al ristorante.
Il premio Goncourt è indissociabile, dal 1926, dal premio Renaudot, creato in quell'anno da dieci critici letterari che attendevano la proclamazione fatta dal presidente dell'Académie Goncourt. Senza essere organicamente legata alla giuria del Goncourt, quella del Renaudot ha il ruolo di suo complemento naturale, accentuato dal fatto che i vincitori dei due premi vengono annunciati nella stessa occasione.
Il premio non può essere attribuito ad uno scrittore più di una volta. Solo lo scrittore Romain Gary lo vinse di fatto due volte, la prima volta nel 1956 per il romanzo Les racines du ciel (Le radici del cielo), la seconda volta nel 1975 con lo pseudonimo di Émile Ajar per il romanzo La vie devant soi (La vita davanti a sé). Fu un suo parente, Paul Pavlovitch, ad accettare di attribuirsi l'identità di Ajar, rivelando la verità solo dopo la morte di Gary nel 1980.
Oltre al premio ufficiale negli ultimi anni sono stati aggiunti dei premi per categorie specifiche, inizialmente tutti denominati "bourses" dopo alcuni anni hanno ricevuto la propria intestazione: 
- il premio per le biografie, nato nel 1980 e intitolato al Edmonde Charles-Rous; 
- Prix Goncourt de la poésie il premio per la poesia nato nel 1985 grazie a Adrien Bertrand che premia non l'insieme delle opere di un poeta e non un singolo lavoro; 
- Prix Goncourt des lycéens il premio assegnato dagli studenti nato nel 1988 dalla catena FNAC che utilizza le stesse regole ma i votanti sono studenti dai 15 ai 18 anni; 
- Prix Goncourt du premier roman il premio per l'opera prima, nato nel 1990 come "bourse" e divenuto premio vero e proprio nel 2009;

## Lista dei vincitori
- 1903 - Force ennemie di John Antoine Nau
- 1904 - La Maternelle di Léon Frapié
- 1905 - Les Civilisés di Claude Farrère
- 1906 - Dingley, l'illustre écrivain di Jérôme e Jean Tharaud
- 1907 - Le Rouet d'ivoire di Émile Moselly
- 1908 - Écrit sur de l'eau... di Francis de Miomandre
- 1909 - En France di Marius-Ary Leblond
- 1910 - De Goupil à Margot di Louis Pergaud
- 1911 - Monsieur des Lourdines di Alphonse de Chateaubriant
- 1912 - Les Filles de la pluie di André Savignon
- 1913 - Le Peuple de la mer di Marc Elder
- 1914 - L'Appel du Sol di Adrien Bertrand
- 1915 - Gaspard di René Benjamin
- 1916 - Il fuoco (Le feu) di Henri Barbusse
- 1917 - La Flamme au poing di Henri Malherbe
- 1918 - Civilisation di Georges Duhamel
- 1919 - All'ombra delle fanciulle in fiore (À l'ombre des jeunes filles en fleur) di Marcel Proust
- 1920 - Nene di Ernest Pérochon
- 1921 - Batouala di René Maran
- 1922 - Le Vitriol de la lune e Le Martyre de l'obèse di Henry Béraud
- 1923 - Rabevel ou le Mal des ardents di Lucien Fabre
- 1924 - Le Chèvrefeuille, le Purgatoire, le Chapitre XIII di Thierry Sandre
- 1925 - Raboliot di Maurice Genevoix
- 1926 - Le Supplice de Phèdre di Henri Deberly
- 1927 - Jérôme 60° latitude nord di Maurice Bedel
- 1928 - Un homme se penche sur son passé di Maurice Constantin Weyer
- 1929 - L'Ordre di Marcel Arland
- 1930 - Malaisie di Henri Fauconnier
- 1931 - Mal d'amour di Jean Fayard
- 1932 - Les Loups di Guy Mazeline
- 1933 - La condizione umana (La condition humaine) di André Malraux
- 1934 - Capitan Conan (Capitaine Conan) di Roger Vercel
- 1935 - Sang et lumières di Joseph Peyre
- 1936 - L'Empreinte de Dieu di Maxence Van Der Meersch
- 1937 - Faux Passeports di Charles Plisnier
- 1938 - L'Araigne di Henri Troyat
- 1939 - Les Enfants gâtés di Philippe Heriat
- 1940 - Les Grandes Vacances di Francis Ambrière
- 1941 - Le Vent de Mars di Henri Pourrat
- 1942 - Pareil à des enfants di Bernard Marc
- 1943 - Passage de l'Homme di Marius Grout
- 1944 - Le Premier Accroc coûte 200 Francs di Elsa Triolet
- 1945 - Mon village à l'heure allemande di Jean-Louis Bory
- 1946 - Histoire d'un fait divers di Jean-Jacques Gautier
- 1947 - Les Forêts de la nuit di Jean-Louis Curtis
- 1948 - Les grandes familles di Maurice Druon
- 1949 - Week-end a Zuydcoote (Week-end à Zuydcoote) di Robert Merle
- 1950 - Les Jeux sauvages di Paul Colin
- 1951 - La riva delle Sirti (Le rivage des Syrtes) di Julien Gracq
- 1952 - Léon Morin, prete (Léon Morin, prêtre) di Béatrix Beck
- 1953 - Les Bêtes di Pierre Gascar
- 1954 - I mandarini (Les mandarins) di Simone de Beauvoir
- 1955 - Les Eaux mêlées di Roger Ikor
- 1956 - Le radici del cielo (Les Racines du ciel) di Romain Gary
- 1957 - La legge (La loi) di Roger Vailland
- 1958 - Saint Germain ou la Négociation di Francis Walder
- 1959 - L'ultimo dei giusti (Le dernier des Justes) di André Schwarz-Bart
- 1960 - Dio è nato in esilio (Dieu est né en exil) di Vintilă Horia
- 1961 - La pietà di Dio (La pitié de Dieu) di Jean Cau
- 1962 - Les Bagages de sable di Anna Langfus
- 1963 - Quand la mer se retire di Armand Lanoux
- 1964 - L'État sauvage di Georges Conchon
- 1965 - L'Adoration di Jacques Borel
- 1966 - Oublier Palerme di Edmonde Charles-Roux
- 1967 - La Marge di André Pieyre de Mandiargues
- 1968 - Les Fruits de l'hiver di Bernard Clavel
- 1969 - Creezy di Félicien Marceau
- 1970 - Il re degli ontani (Le Roi des Aulnes) di Michel Tournier
- 1971 - Les Bêtises di Jacques Laurent
- 1972 - Lo sparviero di Maheux (L'épervier de Maheux) di Jean Carrière
- 1973 - L'orco (Ogre) di Jacques Chessex
- 1974 - La merlettaia (La dentellière) di Pascal Lainé
- 1975 - La vita davanti a sé (La vie devant soi) di Émile Ajar (Romain Gary)
- 1976 - Les Flamboyants di Patrick Grainville
- 1977 - John Inferno (John l'Enfer) di Didier Decoin
- 1978 - Via delle Botteghe Oscure (Rue des Boutiques Obscures) di Patrick Modiano
- 1979 - Pélagie la Charette di Antonine Maillet
- 1980 - Il giardino zoologico (Le Jardin d'acclimatation) di Yves Navarre
- 1981 - Anne Marie di Lucien Bodard
- 1982 - Nella mano dell'angelo (Dans la main de l'Ange) di Dominique Fernandez
- 1983 - Les égarés di Frédérick Tristan
- 1984 - L'amante (L'amant) di Marguerite Duras
- 1985 - Le nozze barbare (Les Noces barbares) di Yann Queffelec
- 1986 - Valet de nuit di Michel Host
- 1987 - Notte fatale (La nuit sacrée) di Tahar Ben Jelloun
- 1988 - L'esposizione coloniale (L'exposition coloniale) di Erik Orsenna
- 1989 - Un grand pas vers le Bon Dieu di Jean Vautrin
- 1990 - I campi della gloria (Les champs d'honneur) di Jean Rouaud
- 1991 - Les Filles du Calvaire di Pierre Combescot
- 1992 - Texaco di Patrick Chamoiseau
- 1993 - Col fucile del console d'Inghilterra (Le rocher de Tanios) di Amin Maalouf
- 1994 - Sola andata (Un aller simple) di Didier Van Cauwelaert
- 1995 - Il testamento francese (Le testament français) di Andreï Makine
- 1996 - Le Chasseur Zéro di Pascale Roze
- 1997 - La battaglia (La bataille) di Patrick Rambaud
- 1998 - Confidenza per confidenza (Confidence pour confidence) di Paule Constant
- 1999 - Me ne vado (Je m'en vais) di Jean Echenoz
- 2000 - Ingrid Caven di Jean-Jacques Schuhl
- 2001 - Rosso Brasile (Rouge Brésil) di Jean-Christophe Rufin
- 2002 - Les Ombres errantes di Pascal Quignard
- 2003 - L'amante di Brecht (La Maîtresse de Brecht) di Jacques-Pierre Amette
- 2004 – Gli Scorta (Le Soleil des Scorta) di Laurent Gaudé
- 2005 - Tre giorni da mia madre (Trois jours chez ma mère) di François Weyergans
- 2006 - Le benevole (Les Bienveillantes) di Jonathan Littell
- 2007 - Alabama Song di Gilles Leroy
- 2008 - Pietra di pazienza (Syngué Sabour. Pierre de patience) di Atiq Rahimi
- 2009 - Tre donne forti (Trois femmes puissantes) di Marie Ndiaye
- 2010 - La carta e il territorio (La Carte et le Territoire) di Michel Houellebecq
- 2011 - L'arte francese della guerra (L'art français de la guerre) di Alexis Jenni
- 2012 - Il sermone sulla caduta di Roma (Le sermon sur la chute de Rome) di Jérôme Ferrari
- 2013 - Ci rivediamo lassù (Au revoir là-haut) di Pierre Lemaitre
- 2014 - Non piangere (Pas pleurer) di Lydie Salvayre
- 2015 - Bussola (Boussole) di Mathias Énard
- 2016 - Ninna nanna (Chanson douce) di Leïla Slimani
- 2017 - L'ordine del giorno (L'ordre du jour) di Éric Vuillard
- 2018 - E i figli dopo di loro (Leurs enfants après eux) di Nicolas Mathieu
- 2019 - Tous les hommes n'habitent pas le monde de la meme facon di Jean-Paul Dubois
- 2020 - L'Anomalie di Hervé Le Tellier[1]
- 2021 - La più recondita memoria degli uomini (La plus secrète mémoire des hommes) di Mohamed Mbougar Sarr[2]
- 2022 - Vivre vite di Brigitte Giraud[3]
- 2023 - Veiller sur elle di Jean-Baptiste Andrea[4]
- 2024 - Houris di Kamel Daoud[5]